# Winnetka Challenger 1999
Il Winnetka Challenger 1999 è stato un torneo di tennis facente parte della categoria ATP Challenger Series nell'ambito dell'ATP Challenger Series 1999. Il torneo si è giocato a Winnetka negli Stati Uniti dal 19 al 25 luglio 1999 su campi in cemento.

## Vincitori

### Singolare
Alex O'Brien ha battuto in finale  Maks Mirny con il punteggio di 6–2, 6–2

### Doppio
James Blake /  Thomas Blake hanno battuto in finale  Maks Mirny /  Alexander Reichel con il punteggio di 6–4, 6–7, 6–3